# 만토바니

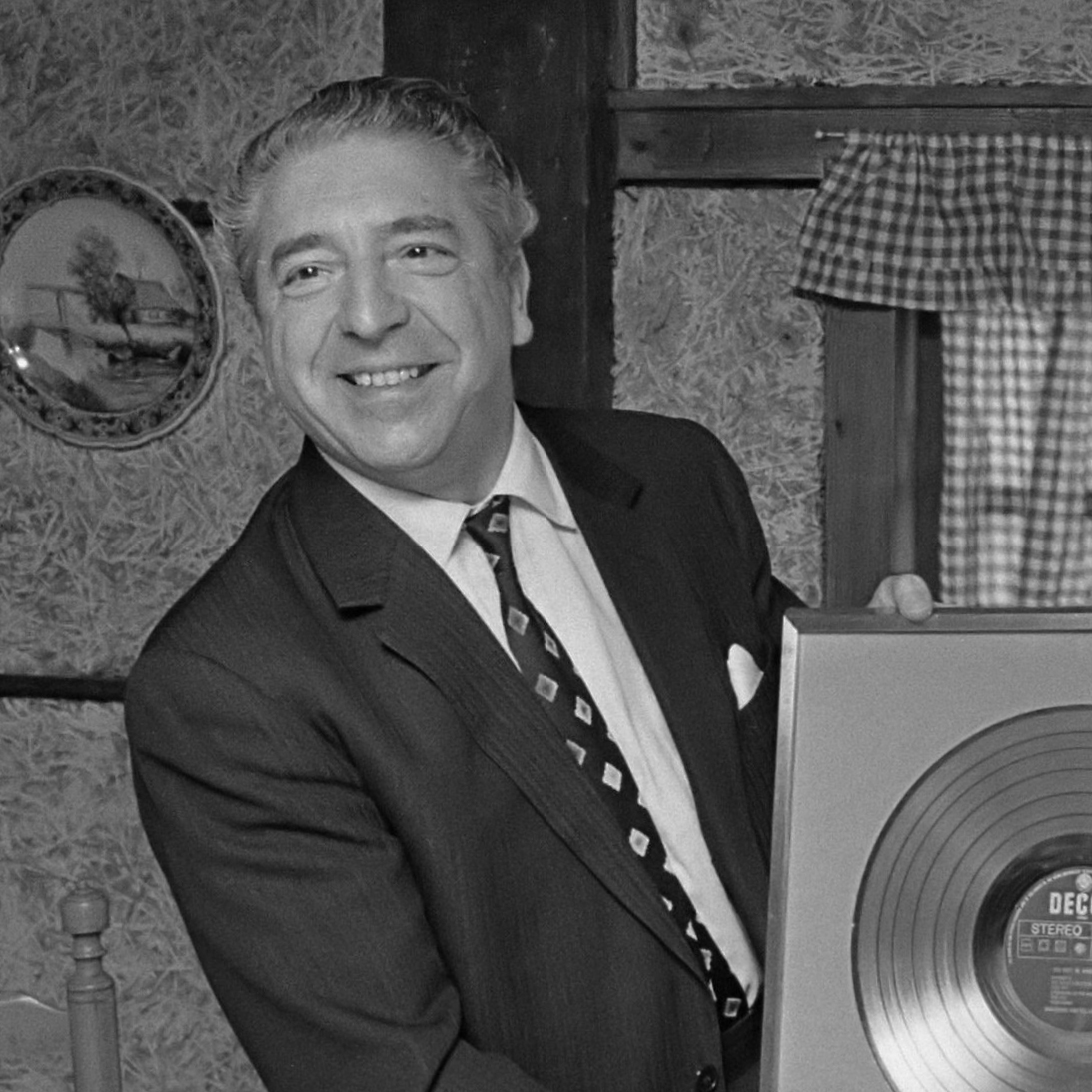
만토바니 (1970년)

아눈치오 파올로 만토바니(Annunzio Paolo Mantovani, 1905년 11월 15일 ~ 1980년 3월 29일)는 이탈리아에서 태어난 영국의 지휘자, 작곡가이다.
1905년 베네치아에서 태어나 아버지에게서 바이올린을 배웠고, 1912년 영국으로 이주하여 살았다. 1931년 탱고 악단을 편성하였고, 제2차 세계 대전 후에는 현악기를 중심으로 하는 교향악적인 악단을 편성하였다. 그는 유행 음악의 편곡과 연주에 새로운 분야를 개척했다. 팝 음악과 무드 음악을 접목한 이지 리스닝 장르를 개척하였으며, 한편으로는 클래식을 현대 취향에 맞게 편곡하여 연주하여 유명해졌다.
1980년 켄트주의 턴브리지웰스(Royal Tunbridge Wells)에서 사망하였다.

## 같이 보기
- 랠프 본 윌리엄스